# 維氏槳鰭麗魚
維氏槳鰭麗魚，為輻鰭魚綱鱸形目隆頭魚亞目慈鯛科的其中一種，被IUCN列為易危保育類動物，分布於非洲馬拉威湖流域，體長可達11公分，棲息在中底層水域，生活習性不明，可作為觀賞魚。